# Return to Olympus
Return to Olympus (рус. Возвращение на Олимп) — первый и единственный студийный альбом сиэтлской рок-группы Malfunkshun. Этот альбом был издан после смерти вокалиста и основателя группы Эндрю Вуда, который умер в 1990 году от передозировки героином.

## Описание
Return to Olympus — это по сути альбом-компиляция ранних демозаписей группы в периоде с 1986—1987 годах. Автором компиляции является гитарист группы Mother Love Bone Стоун Госсард, который издал этот альбом на собственном лейбле Loosegroove Records.

## Список композиций
Автором всех песен является Эндрю Вуд, кроме песни «Wang Dang Sweet Poontang», которая написана Тедом Ньюджентом.
1. «Enter Landrew» — 2:50
2. «My Only Fan» — 4:22
3. «Mr. Liberty (With Morals)» — 3:24
4. «Jezebel Woman» — 4:31
5. «Shotgun Wedding» — 4:16
6. «Wang Dang Sweet Poontang» — 3:19
7. «Until the Ocean» — 2:54
8. «I Wanna Be Yo Daddy» — 4:55
9. «Winter Bites» — 7:38
10. «Make Sweet Love» — 4:15
11. «Region» — 0:50
12. «Luxury Bed (The Rocketship Chair)» — 4:57
13. «Exit Landrew» — 1:50

13-32 треки не содержат в себе записи, они пусты.
1. «With Yo' Heart Not Yo' Hands (Live)» — 6:35

«Region» — это скрытый трек к песне 10 «Make Sweet Love».